# Приша Джепълтинг Чероно
Приша Джепълтинг Чероно (на английски: Prisca Jepleting Cherono), известна и с фамилното си име по баща Нгетич (Ngetich), е кенийска лекоатлетка.
Тя е бегачка, която се специализира в бягане на 5000 метра и лекоатлетически крос. През 2005 г. завършва 7-а на 5000 метра на световното първенство по лека атлетика в Хелзинки, Финландия, а през 2006 г. е 2-ра на къса дистанция и отборно на световното първенство по крос във Фукуока, Япония.